# Quinto Atrio
Quinto Atrio (latino: Quintus Atrius; fl. 54 a.C.) è stato un generale romano.
Servì sotto Gaio Giulio Cesare nel corso della conquista della Gallia e partecipò alla seconda spedizione in Britannia nel 54 a.C., quando fu lasciato con alcune coorti e 300 cavalieri a guardia delle navi sulla spiaggia mentre Cesare marciava nell'interno dell'isola.

## Biografia
- Cesare, De bello Gallico, V, 9,1; 10, 2.